# St. Josef der Arbeiter (Wien)

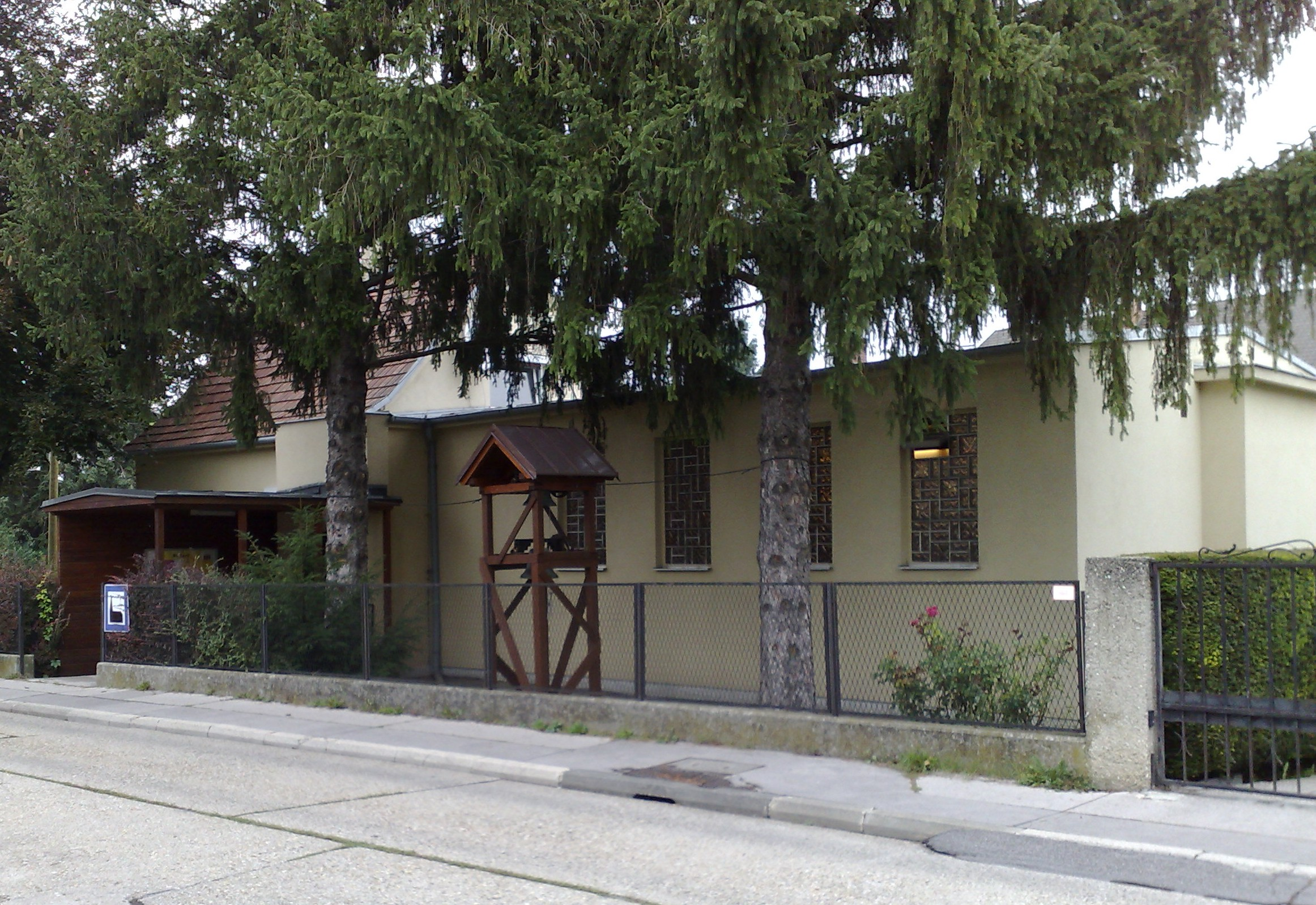
Seelsorgestation St. Josef mit dem freistehenden Glockenstuhl

Die Seelsorgestation St. Josef der Arbeiter ist eine römisch-katholische Kirche im Stadtteil Groß-Jedlersdorf im 21. Wiener Gemeindebezirk Floridsdorf in der Holetschekgasse 6.

## Geschichte
Die Kirche war eine Notkirche auf Initiative von Josef Gorbach für die Arbeiter Wiens. In der Siedlung Schotterfeld wurde an ein bestehendes Siedlungshaus aus dem Jahre 1953 in den Jahren 1958 bis 1959 eine Kirche angebaut. Die ehemalige Rektoratskirche wird heute als Seelsorgestation der Pfarrkirche St. Markus im Heinz-Nittel-Hof geführt.

## Architektur
Die Kirche ist ein Saalbau mit Flachdach und annähernd quadratischen Grundriss angebaut. Im Vorgarten befindet sich ein freistehender Glockenstuhl. 

## Ausstattung
Das Altarbild Hl. Josef mit Kind aus dem Jahre 1960 ist von Eva Bauernfeind. Die Schnitzfigur Maria mit Kind aus dem Jahre 1975 ist von Fritz Heckerling.